# Balksee und Randmoore/Basmoor und Nordahner Holz
Balksee und Randmoore/Basmoor und Nordahner Holz ein Naturschutzgebiet in den niedersächsischen Gemeinden Wingst und Bülkau in der Samtgemeinde Land Hadeln, Mittelstenahe und Stinstedt in der Samtgemeinde Börde Lamstedt und der Stadt Hemmoor im Landkreis Cuxhaven.
Das Naturschutzgebiet mit dem Kennzeichen NSG LÜ 290 ist 1.558 Hektar groß. Es ist zum größten Teil Bestandteil des FFH-Gebietes „Balksee und Randmoore, Nordahner Holz“. Darüber hinaus bilden 19,2 Hektar des Naturschutzgebietes im Südwesten des Nordahner Holzes das 1972 ausgewiesene Naturwaldreservat „Nordahner Holz“. Das Gebiet steht seit dem 31. Dezember 2010 unter Naturschutz. In dem Naturschutzgebiet sind drei ehemalige Naturschutzgebiete aufgegangen: das 1974 ausgewiesene Naturschutzgebiet „Balksee und Randmoore“ mit dem Kennzeichen NSG LÜ 057, das 1983 ausgewiesene Naturschutzgebiet „Tunschlikers Moor/Auf der Rhede“ mit dem Kennzeichen NSG LÜ 091 und das 1999 ausgewiesene Naturschutzgebiet „Nordahner Holz“ mit dem Kennzeichen NSG LÜ 249. Zuständige untere Naturschutzbehörde ist der Landkreis Cuxhaven, der das Naturschutzgebiet unter dem Kennzeichen NSG CUX-010 führt.

## Beschreibung
Das Gebiet liegt südwestlich der Wingst, an deren Ausläufer es im Nordosten heranreicht. Es umfasst den Balksee mit seinen Uferbereichen und die daran angrenzende Randmoore im Norden und einen Teil des Basmoores östlich von Stinstedt und das Nordahner Holz nördlich von Mittelstenahe und westlich von Nordahn im Süden.
Der von einer breiten Verlandungszone umgebene Balksee und das ihn umgebende Gebiet liegen knapp unter dem Meeresspiegel. In den Bereich entwässern zahlreiche Wasserläufe aus der Umgebung. Dem steht mit der Aue nur ein natürlicher Abfluss gegenüber, so dass das Gebiet von häufigen Überflutungen geprägt war, was zur Bildung ausgedehnter Nieder- und Hochmoore führte. Durch den Bau des Neuhaus-Bülkauer Kanals Mitte des 19. Jahrhunderts und weitere Entwässerungsmaßnahmen, wie auch den Bau eines Schöpfwerkes, konnten die Überflutungen auf seenahe Bereiche beschränkt werden. In der Folge wurden weite Teile der Moorflächen kultiviert und landwirtschaftlich genutzt.
Größere Flächen innerhalb des Naturschutzgebietes werden auch heute landwirtschaftlich überwiegend als Grünland genutzt. Vorhandene und Ackerflächen sollen zu Grünland umgewandelt werden.
In einigen Bereichen im Basmoor sind Hochmoorflächen erhalten, die zwar überwiegend abgetorft sind, durch Wiedervernässungsmaßnahmen aber renaturiert werden. Die Moorflächen sind teilweise mit Birken bewachsen, teilweise ist Bruchwald zu finden. Daneben findet sich auch typische Moorvegetation.
Im Norden des Naturschutzgebietes sind im Übergangsbereich zur Geest überwiegend Laubwälder zu finden. Mit dem Nordahner Holz ist im Südosten ein weiteres Waldgebiet in das Naturschutzgebiet einbezogen. Das Nordahner Holz ist von Laubwald geprägt.
Das Gebiet entwässert über Gräben und diverse Bäche in den Balksee, der seinerseits über die Aue und den Neuhaus-Bülkauer Kanal zur Oste entwässert.
Nördlich des Balksees befindet sich ein Aussichtsturm, von dem aus der See und die angrenzenden Bereiche überblickt werden können. Durch Teile des Naturschutzgebietes verlaufen Wanderwege.